# تيسا روس
تيسا روس (بالإنجليزية: Tessa Ross)‏ هي منتجة أفلام بريطانية، ولدت في 1961 في لندن في المملكة المتحدة.

## وصلات خارجية
- تيسا روس على موقع IMDb (الإنجليزية)
- تيسا روس على موقع ألو سيني (الفرنسية)
- تيسا روس على موقع قاعدة بيانات الفيلم (الإنجليزية)